# Gillian Slovo
Gillian Slovo, född 15 mars 1952, i Johannesburg, Sydafrika är journalist, författare och TV-producent verksam i Storbritannien.

## Biografi
Gillian Slovo var dotter till Joe Slovo och Ruth First, anti-apartheid aktivister. På grund av deras samröre med Sydafrikanska kommunistpartiet och African National Congress blev familjen tvungen att emigrera till Storbritannien 1964. Slovo studerade på University of Manchester och tog en filosofie kandidatexamen i historia och filosofi. Efter examen har hon arbetat som journalist och TV-producent i England. 1984 debuterade hon som författare med boken Morbid Symtoms.

### Romaner
- 1984 – Morbid Symptoms[3]
- 1986 – Death by Analysis[3]
- 1987 – Death Comes Staccato[3]
- 1989 – Ties of Blood[3]
- 1991 – The Betrayal[3]
- 1991 – Looking for Thelma
- 1993 – Façade
- 1994 – Catnap[3]
- 1995 – Close Call[3]
- 2000 – Red Dust[3]
- 2004 – Ice Road[3]
- 2008 – Black Orchids[3]
- 2012 – An Honourable Man
- 2016 – Ten Days

### Självbiografi
- 1997 – Every Secret Thing: My Family, My Country[3]